# Il Pigmalione
Il Pigmalione (O Pigmaleão) é uma ópera em um ato de Gaetano Donizetti para o libretto de autor desconhecido, mas crê-se que o libretto foi baseado numa obra de Antonio Simone Sografi para o  Pimmalione de Giovanni Batiste Cimador (1790), por sua vez baseado no Pygmalion de Jean-Jacques Rousseau e em último grau no Livro X das Metamorfoses de Ovídio. O libretto de Sografi foi também usado como ópera por Bonifacio Asioli (1796).
Foi a primeira ópera de Donizetti, escrita em apenas 6 dias, de 25 de setembro a 1 de outubro de 1816 quando o compositor tinha 19 anos e era estudante na Academia de Bolonha, onde foi aceite com ajuda do seu professor em Bergamo, Johann Simon Mayr e onde o seu "talento para a composição espontânea floresceu".
A sua estreia foi feita apenas em 13 de outubro de 1960.

## Papéis
|                                       |         | Estreia:13 de outubro de 1960 (Armando Gatto) |
| ------------------------------------- | ------- | --------------------------------------------- |
| Pigmalione, Pigmaleão, o rei de Creta | tenor   | Dario Antonioli                               |
| Galatea, Galateia                     | soprano | Oriana Santunione                             |

## Gravações
- Donizetti: Rita, Il Pigmalione, L'Olimpiade, etc / Maestri CD

Cantores: Susanna Rigacci (soprano), Paolo Pellegrini (tenor)
In Canto Association Chamber Orchestra, Fabio Maestri (maestro)
Teatro Verdi, Terni
Gravação ao vivo, Setembro de 1990